# リチャード・コールダー
リチャード・コールダー（Richard Calder、1956年 - ）はイギリスのSF作家。ロンドンイーストエンド在住。タイ (1990 - 1997) やフィリピン (1999 - 2002) に滞在していたこともある。『デッドガールズ』から始まる3部作で有名。

## 略歴
1956年ロンドン郊外で出生、1970年代にブライトンに移り、サセックス大学で学ぶ。卒業後、書店やテレビ局などでの勤務を経て、1989年短編「トクシーヌ」でデビュー。1992年ポスト・サイバーパンク長編『デッドガールズ』で広くその名が知られるようになる。『デッドガールズ』は3部作へ拡大し、喝采を持って迎えられ、ウィリアム・ギブスンやJ・G・バラード、アルフレッド・ベスター等の作品と比較される。The Edge は「リチャード・コールダーの『デッド』3部作は、幾多のポスト・サイバーパンク作品が溢れる中、最も非凡な作品である」と述べた。2004年、ある映画制作会社によって、『デッドガールズ』の映画化権が取得されたと伝えられる。

## 作品
1992年よりコールダーは9つの長編と20の短編小説を発表した。これらの作品は（特に『デッド』3部作で）、アガルマトフィリアな男性による、若い女性のガイノイドへの情欲、そしてイギリス固有の文化に潜む、隠された暗部をテーマとしている。また作品のそれぞれに繋がりや共通部分があり、そして神話との関連も見いだされる。彼はアンジェラ・カーターやジョルジュ・バタイユをインスピレーションの元として挙げている。
『デッド』3部作は女性学の専門家 Patricia Melzer による Alien Constructions: Science Fiction and Feminist Thought (2006) で分析され、また現代の若者の文化について技術的システムと意思伝達の面から論じた Consuming Youth: Vampires, Cyborgs and the Culture of Consumption (2002) や、身体と欲望の関係について現代のフィクションを例に挙げ述べた The Body's Perilous Pleasures: Dangerous Desires and Contemporary Culture (1999) などでも論じられている。
コールダーは、『デッドガールズ』をフィリピン人アーティスト Leonardo M Giron イラストの下、グラフィック・ノベルに翻案する作業に取り組んでいた。このグラフィック・ノベルは季刊雑誌 Murky Depths に掲載され、第9号（2009年刊行）より連載開始。また、コミックス本として2012年から2013年まで7巻にわけて刊行され、2014年に『Dead Girls: The Graphic Novel』として1巻本で刊行された。

## 作品リスト

### 長編
- デッドガールズ (Dead Girls 1992)
- デッドボーイズ (Dead Boys 1994)
- Dead Things (1996)
- Frenzetta (1998)
- The Twist (1999)
- Malignos (2000)
- Impakto (2001)
- Lord Soho (2002)
- Babylon (2006)

### 短編集
- 蠱惑 —アルーア (The Allure 1990)
  - トクシーヌ (Toxine 1989)
  - モスキート (Mosquito 1989)
  - リリム (The Lilim 1990)
  - アルーア (The Allure 1990)

### 短編
- The Catgirl Manifesto (2003) - Christina Flook 名義。2004年ジェイムズ・ティプトリー・ジュニア賞ショートリスト